# Jozef Kožlej
Jozef Kožlej (* 8. července 1973 Stropkov) je bývalý slovenský fotbalový útočník a reprezentant. V dresu Košic se stal v sezóně 1996/97 nejlepším střelcem 1. slovenské fotbalové ligy, nastřílel celkem 22 branek. Mimo Slovensko působil na klubové úrovni v České republice, Německu, Řecku a na Kypru.
Po skončení hráčské kariéry se stal fotbalovým agentem.

## Klubová kariéra
V součtu gólů ze všech ligových soutěží je nejlepším slovenským střelcem v historii. Rodák ze Stropkova fotbalově vyrůstal v Tatranu Prešov. V 17 letech nastoupil pod vedením Štefana Nadzama v lize, ve dvaceti přestoupil za 10 milionů korun československých do AC Sparta Praha. Od roku 2001 do roku 2010 působil s výjimkou dvou sezón na Kypru.
Hrál za Tatran Prešov (1990–1992), AC Sparta Praha (1993–1994), Hradec Králové, Viktorii Žižkov, 1. FC Košice, SpVgg Greuther Fürth, Olympiakos Nicosia, Omonii Nicosia, Anorthosis Famagusta, Larissu a Thrasyvoulos FC. 26× startoval v evropských pohárech.

### Ligová bilance
| Ročník                                   | Zápasy | Góly | Minuty | Klub                 |
| ---------------------------------------- | ------ | ---- | ------ | -------------------- |
| 1. československá fotbalová liga 1990/91 | 8      | 1    | 213    | Tatran Prešov        |
| 1. československá fotbalová liga 1991/92 | 25     | 3    | 1751   | Tatran Prešov        |
| 1. československá fotbalová liga 1992/93 | 15     | 4    | 1348   | Tatran Prešov        |
| 1. československá fotbalová liga 1992/93 | 13     | 3    | 941    | AC Sparta Praha      |
| 1. česká fotbalová liga 1993/94          | 29     | 5    | -      | AC Sparta Praha      |
| 1. česká fotbalová liga 1994/95          | 6      | 3    | -      | AC Sparta Praha      |
| 1. česká fotbalová liga 1994/95          | 1      | 0    | -      | SK Hradec Králové    |
| 1. česká fotbalová liga 1994/95          | 18     | 3    | -      | FK Viktoria Žižkov   |
| 1. česká fotbalová liga 1995/96          | 21     | 4    | -      | FK Viktoria Žižkov   |
| Corgoň liga 1996/97                      | 27     | 22   | -      | 1. FC Košice         |
| Corgoň liga 1997/98                      | 30     | 14   | -      | 1. FC Košice         |
| Corgoň liga 1998/99                      | 14     | 7    | -      | 1. FC Košice         |
| Corgoň liga 1999/00                      | 29     | 9    | -      | 1. FC Košice         |
| Kyperská fotbalová liga 2000/01          | 26     | 15   | -      | Olympiakos Nicosia   |
| Kyperská fotbalová liga 2001/02          | 26     | 20   | -      | Olympiakos Nicosia   |
| Kyperská fotbalová liga 2002/03          | 26     | 20   | -      | Olympiakos Nicosia   |
| Kyperská fotbalová liga 2003/04          | 24     | 22   | -      | Omonia Nicosia       |
| Kyperská fotbalová liga 2004/05          | 25     | 10   | -      | Omonia Nicosia       |
| Kyperská fotbalová liga 2005/06          | 18     | 1    | -      | Omonia Nicosia       |
| Kyperská fotbalová liga 2006/07          | 12     | 3    | -      | Anorthosis Famagusta |
| Řecká Superliga 2006/07                  | 13     | 2    | -      | AE Larissa 1964      |
| Řecká Superliga 2007/08                  | 14     | 1    | -      | AE Larissa 1964      |
| Řecká Superliga 2008/09                  | 25     | 5    | -      | Thrasyvoulos FC      |
| CELKEM                                   | 458    | 177  | -      |                      |

## Reprezentační kariéra
V A-mužstvu slovenské reprezentace debutoval 23. 10. 1996 v Bratislavě v kvalifikačním zápase proti reprezentaci Faerských ostrovů (výhra 3:0).
Za slovenskou reprezentaci odehrál v letech 1996–2005 celkem 26 utkání a dal 3 góly v přátelských zápasech. Poprvé se prosadil 2. února 1997 proti domácí Bolívie, kde zařídil Slovensku výhru 1:0, a podruhé se dvakrát trefil 14. května 2002 v zápase proti Uzbekistánu, který slovenský tým vyhrál v Prešově 4:1.

### Reprezentační góly
Góly Jozefa Kožleje v A-mužstvu Slovenska
| Gól | Datum       | Stadion                           | Soupeř     | Skóre (min.) | Výsledek | Soutěž          |
| --- | ----------- | --------------------------------- | ---------- | ------------ | -------- | --------------- |
| 010 | 02. 2. 1997 | Cochabamba, Bolívie               | Bolívie    | 00:10(86.)   | 0:1      | přátelský zápas |
| 02  | 14. 5. 2005 | Stadion Tatran, Prešov, Slovensko | Uzbekistán | 02:?0(47.)   | 4:1      | přátelský zápas |
| 03  | 14. 5. 2005 | Stadion Tatran, Prešov, Slovensko | Uzbekistán | 03:?0(79.)   | 4:1      | přátelský zápas |

## Úspěchy
- Mistr Slovenska 1997, 1998
- Nejlepší střelec slovenské ligy 1997
- Nejlepší střelec kyperské ligy 2004
- Vítěz řeckého poháru 2007